# 道明会圣神堂

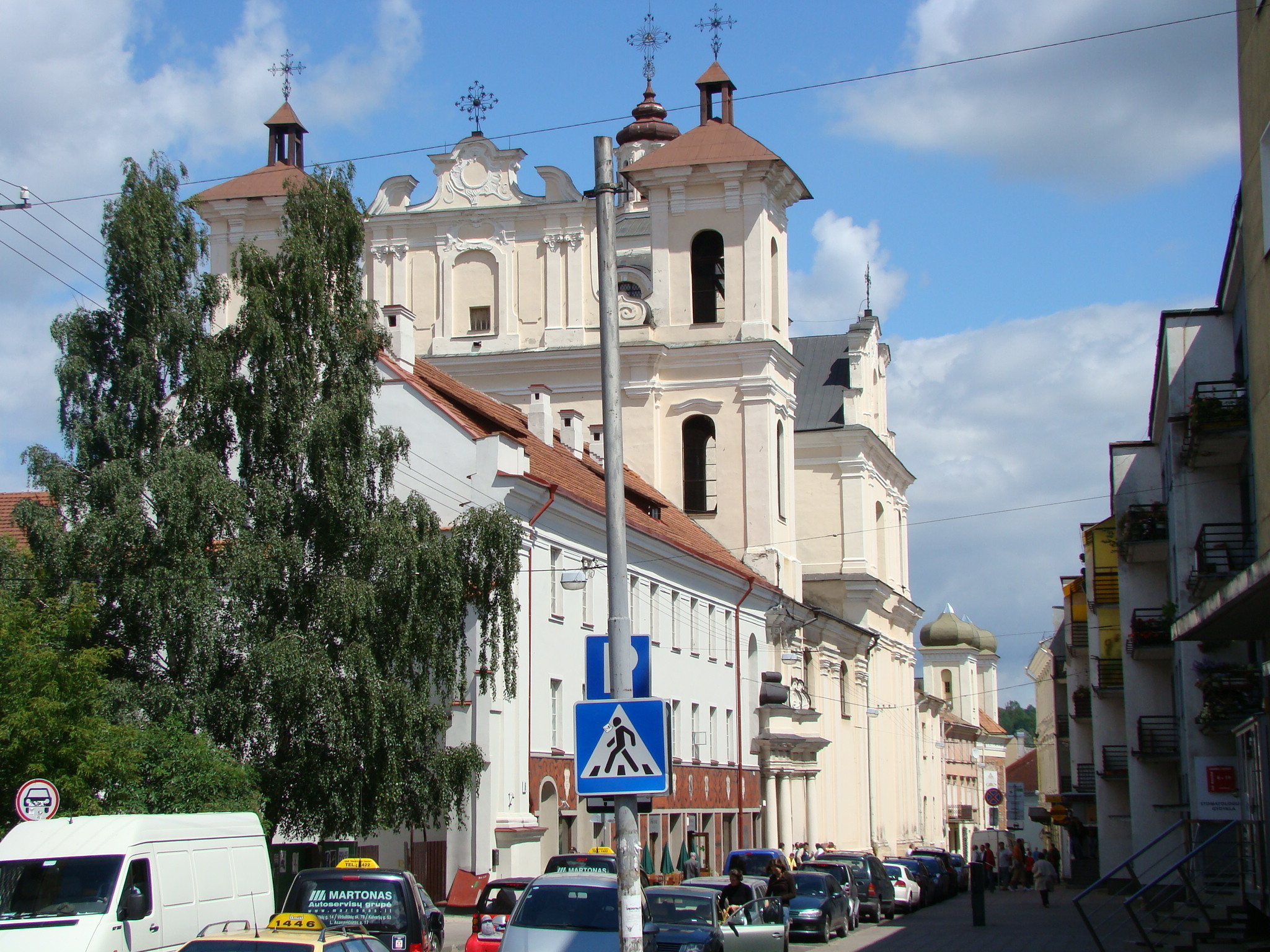
从道明会街看圣神堂

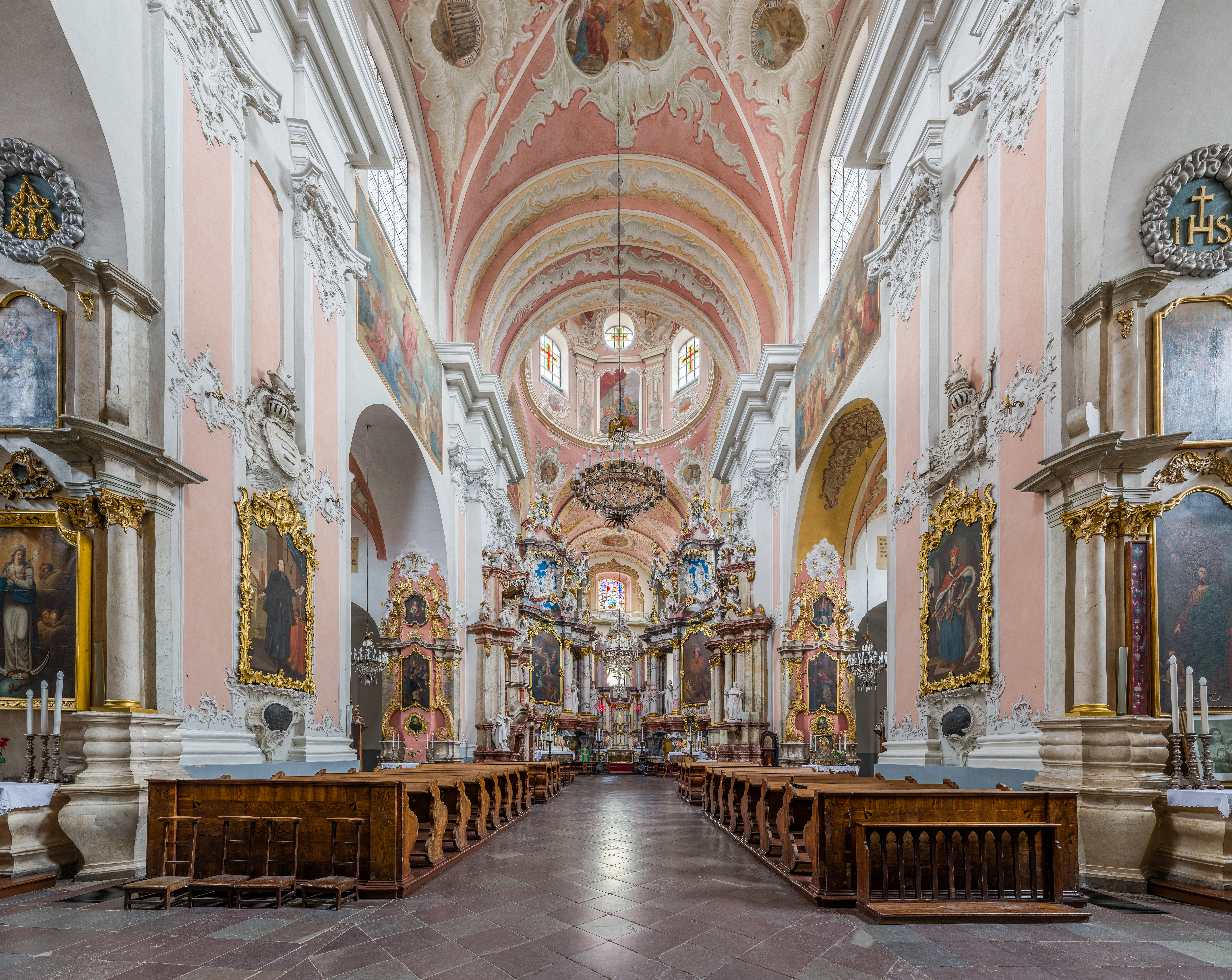
内部

道明会圣神堂是一座教堂，位于立陶宛首都维尔纽斯道明会街（Dominikonų）8号，一个后期巴洛克的丰碑。

## 历史
在格迪米纳斯时代，此处已经存在一座小教堂。约1408年，维陶塔斯兴建了圣神堂。1501年，亚历山大雅盖隆在此建立立陶宛第一个道明会修道院，教堂也归属修道院。在1679年至1688年，该堂进行扩建。教堂的墙壁保存至今，室内装饰完成于1749年至1770年。1844年，沙皇政府关闭了修道院，该堂改为普通的堂区教堂。今天它供维尔纽斯的波兰人使用。 
1807年，道明会修道院被沙皇政府改为监狱，曾经关押许多参与立陶宛爱国者──1831年和1863年起义的参与者。

## 建筑
圣神堂侧面朝街，没有一个明确设计的主立面。该堂高51米。它的外观呈现后期巴洛克风格。教堂内部有俏皮的洛可可装饰，是立陶宛最有价值的之一。堂内共有16个祭台，均装饰有华丽的圆形和浮雕纹饰。堂内还有许多巴洛克风格的壁画；亚历山大一世·雅盖隆契克画像（18世纪下半叶无名艺术家作）被视为艺术的丰碑。
祭台下方的墓穴有许多房间和墓室，保存有数百具遗体，其中一些已木乃伊化。1930年代，维尔纽斯大学的学生第一次作出努力，对其进行探索。但是学生们没有遵守适当的考古程序，造成了很大的伤害。2011年，维尔纽斯大学的一批人类学家，开始对干尸的研究。他们估计，该墓穴有约600具遗体，从18世纪中叶到19世纪初，包括许多妇女和儿童。研究结果表明，其中一些超重，患有拇囊炎，结论是这些都是富裕的人。